# Zaljutnica
Zaljutnica este un sat din comuna Nikšić, Muntenegru. Conform datelor de la recensământul din 2003, localitatea are 23 de locuitori (la recensământul din 1991 erau 13 locuitori).

## Demografie
În satul Zaljutnica locuiesc 20 de persoane adulte, iar vârsta medie a populației este de 42,8 de ani (43,7 la bărbați și 42,1 la femei). În localitate sunt 9 gospodării, iar numărul mediu de membri în gospodărie este de 2,56.
Populația localității este foarte eterogenă.
|  |

| Demografie | Demografie | Demografie |
| An         | Locuitori  | Locuitori  |
| ---------- | ---------- | ---------- |
|            |            |            |
|            |            |            |
|            |            |            |
|            |            |            |
| 1948       | 56         |            |
| 1953       | 54         |            |
| 1961       | 41         |            |
| 1971       | 45         |            |
| 1981       | 40         |            |
| 1991       | 13         | 13         |
| 2003       | 23         | 23         |

| \| Componența etnică conform recensământului din 2003[2] \| Componența etnică conform recensământului din 2003[2] \| Componența etnică conform recensământului din 2003[2] \| Componența etnică conform recensământului din 2003[2] \| Componența etnică conform recensământului din 2003[2] \| \| ----------------------------------------------------- \| ----------------------------------------------------- \| ----------------------------------------------------- \| ----------------------------------------------------- \| ----------------------------------------------------- \| \| \| \| \| \| \| \| Muntenegreni \| Muntenegreni \| \| 6 \| 26,08% \| \| Sârbi \| Sârbi \| \| 1 \| 4,34% \| \| necunoscută \| necunoscută \| \| 1 \| 4,34% \| |              |  |   |        |
| Componența etnică conform recensământului din 2003 |              |  |   |        |
| |              |  |   |        |
| Muntenegreni | Muntenegreni |  | 6 | 26,08% |
| Sârbi | Sârbi        |  | 1 | 4,34%  |
| necunoscută | necunoscută  |  | 1 | 4,34%  |